# Let's Rock
Let's Rock (estilizado com aspas) é o nono álbum de estúdio da dupla de rock norte-americana The Black Keys. Foi lançado em 28 de junho de 2019, pela Easy Eye Sound/Nonesuch Records. Foi o primeiro lançamento desde Turn Blue (2014), após um hiato de três anos da banda. Depois da colaboração com o produtor Danger Mouse em seus quatro discos anteriores, a dupla decidiu autoproduzir Let's Rock e evitaram o uso teclados com uma abordagem mais básica de gravação de guitarra, bateria e vocais. O baterista Patrick Carney considera o álbum de "uma homenagem à guitarra elétrica".
Let's Rock foi precedido pelos singles "Lo/Hi ", "Eagle Birds" e "Go". "Lo/Hi" liderou as paradas Mainstream Rock, Adult Alternative Songs, Rock Airplay e Alternative Songs da Billboard simultaneamente, tornando-se a primeira música a realizar o feito.

## Antecedentes
O álbum de estúdio anterior do Black Keys, Turn Blue, foi lançado em maio de 2014. Em sua quarta colaboração com o produtor Danger Mouse, o disco exibe influências de rock psicodélico e de soul e apresenta um tom mais melancólico, em parte devido ao guitarrista Dan Auerbach estar lidando com o divórcio da esposa durante as sessões de gravação. No mesmo mês do lançamento do álbum, a banda embarcou em uma turnê mundial. Vários shows da turnê foram cancelados depois que o baterista Patrick Carney quebrou e deslocou o ombro em um acidente enquanto estava de férias em São Bartolomeu, em janeiro de 2015. Após terminar a turnê com uma apresentação no Outside Lands Music and Arts Festival em São Francisco em agosto de 2015, o grupo iniciou um hiato prolongado. Carney se preocupou com o futuro da banda, apontando que grupos como Sex Pistols, The Band e The Beatles haviam tocado seus shows finais em São Francisco.
Carney disse que foi Auerbach quem tomou a decisão de fazer uma pausa e, apesar de frustrado com a duração, achou que era a coisa certa a fazer. Ambos se sentiram esgotados pelas turnês constantes e pensaram que o processo de composição, sua parte favorita de ser músico, havia sido ofuscado pelos compromissos da turnê. Auerbach disse: "Nós gostamos de criar as músicas. E eu sei que você não pode ter o bolo e comê-lo também - precisamos executá-lo. Mas não é uma boa sensação trabalhar tão duro para fazer o que você ama e simplesmente nunca conseguir criar. Pode ser enlouquecedor." A lesão no ombro de Carney também foi mais grave do que ele admitiria e, consequentemente, exigiu mais tempo para se recuperar, de acordo com a revista Uncut.
Durante o hiato da banda, Auerbach e Carney estavam envolvidos em vários projetos musicais solos. Auerbach ocupou-se principalmente com sessões de gravação em seu estúdio Easy Eye Sound, em Nashville, Tennessee, trabalhando com artistas americanos mais antigos e músicos como John Prine, Duane Eddy, Dave Roe, Gene Chrisman e Bobby Wood. Em 2015, Auerbach formou uma nova banda, The Arcs, que lançaram seu álbum de estreia, Yours, Dreamily, em setembro. Ele também lançou seu segundo álbum solo, Waiting on a Song, em 2017. Auerbach produziu mais de uma dúzia de álbuns durante o hiato do grupo. Ele disse: "Para ser sincero, eu nem estava pensando no The Black Keys. Estava completamente fora da minha mente. Tocar em grandes arenas parecia um tipo de sonho distante..." Enquanto isso, Carney produziu e gravou mais de uma dúzia de álbuns para artistas como Calvin Johnson, Dams of the West, Tennis, Jessy Wilson, * repeat repeat e Sad Planets. Em 2017, Carney atuou como co-compositor, produtor e baterista do disco de Michelle Branch, Hopeless Romantic, seu primeiro álbum de estúdio em 14 anos. Após iniciar um relacionamento durante a produção do álbum, os dois tiveram um filho e se casaram em abril de 2019.
Enquanto Auerbach estava colaborando com o guitarrista Joe Walsh no Easy Eye Sound, os dois conversaram sobre como Glenn Schwartz, o guitarrista original do James Gang, inspirou os dois a buscar o futuro do rock. Em seguida, convidaram Schwartz para as sessões de estúdio e gravaram cerca de 90 minutos dele tocando guitarra. Auerbach achou a experiência inspiradora, pois o lembrou de sua juventude quando assistia às apresentações ao vivo de Schwartz em Cleveland e, em seguida, tentava imitar seu estilo de tocar guitarra ao tocar com seu colega de banda Carney. Auerbach disse que trabalhar com um de seus ídolos o inspirou a se reunir com Carney: "Era apenas aquela pequena cutucada que eu precisava. Logo após essa sessão, liguei para Pat e seguimos em frente."

## Composição e gravação
O The Black Keys se reuniu novamente no Easy Eye Sound em 5 de setembro de 2018, às 10 horas, para começar a trabalhar em "Let's Rock", encerrando um hiato de três anos. Em alguns minutos, a dupla pegou seus instrumentos e estava tocando juntos como nunca tivessem se afastado. M. Allen Parker, o engenheiro chefe de gravação, disse: "Havia uma química instantânea entre eles. A primeira vez que Pat entrou no estúdio, eles não se viam há algum tempo, mas eles se tornaram The Black Keys instantaneamente." Como é habitual para a banda, eles não tinham nenhuma música escrita com antecedência e as compuseram no estúdio. Auerbach disse: "Eu não queria pensar demais. Eu queria que parecesse espontâneo." Descrevendo o processo de composição, o guitarrista disse que a maioria das músicas ele "compunha toda a forma de cima para baixo. Introdução, verso, coro, retorno, verso, coro, ponte, retorno, outro, final. Eu trabalhava sentado no chão." Durante esse processo, Auerbach faria vocais improvisados, que ele substituiria mais tarde quando finalizasse a letra. Depois de trabalhar em uma ideia de música por uma hora, o grupo decidia se gostava o suficiente para continuar a persegui-la ou se seguia para outra ideia. Nos primeiros 30 minutos juntos, a dupla teve sua primeira ideia musical, que se tornou a música "Breaking Down". Carney disse que em seu primeiro dia, a dupla escreveu duas músicas, e que até o final de sua primeira semana, eles tinham entre 15 e 16 músicas. Segundo sua estimativa, o grupo criou 27 ideias de músicas durante as sessões de gravação, das quais completaram 13.
O grupo gravou durante semanas, de setembro de 2018 a janeiro de 2019, fazendo pausas para Auerbach escrever as letras. Carney disse que eles passaram de três e meia a quatro semanas no estúdio no total. No meio das sessões de gravação, a dupla percebeu que não havia usado teclado em nenhuma música e decidiu continuar com essa abordagem. Carney chamou o álbum de "uma homenagem à guitarra elétrica" e disse que o único som sintetizado que apareceu no álbum foi o uso de um pad de strings em uma bateria eletrônica MTI Auto Orchestra para a música "Walk Across the Water". Além das contribuições de dois vocalistas de apoio (Leisa Hans e Ashley Wilcoxson), Auerbach e Carney não colaboraram com mais ninguém em sua composição, e os dois co-produziram o álbum.

## Lançamento e promoção
O single principal do álbum, "Lo/Hi", foi lançado em 7 de março de 2019, marcando o primeiro novo material da banda a ser lançado em quase cinco anos. No dia seguinte, a música foi anunciada como tema da cobertura televisiva do Torneio de Basquete Masculino da NCAA Division I 2019. A canção liderou as paradas Mainstream Rock, Adult Alternative Songs, Rock Airplay e Alternative Songs da Billboard simultaneamente, tornando-se a primeira música a realizar este feito. Em 14 de março, a banda anunciou uma turnê norte-americana, "Let's Rock" Tour, com os co-headliners Modest Mouse. Em 25 de abril, o Black Keys anunciou oficialmente o álbum, incluindo a capa, a lista de faixas e a data de lançamento em 28 de junho. O anúncio foi acompanhado pelo lançamento de um segundo single, "Eagle Birds".
O título e a arte do álbum foram inspirados em uma notícia sobre a execução do assassino condenado Edmund Zagorski por cadeira elétrica em 1° de novembro de 2018, a primeira execução desse tipo no Tennessee em 11 anos. Quando perguntado sobre as últimas palavras, Zagorski teria dito a um guarda: "Let's rock" (do inglês, algo como "vamos arrasar"). Auerbach encontrou a história em uma cópia de um jornal local, The Tennessean, que havia sido deixado no estúdio durante as sessões iniciais de gravação. Vários meses depois, quando chegou a hora do grupo escolher o título do álbum e a imagem da capa, ele lembrou-se da história: "essas palavras continuavam voltando para mim, quão absurdas elas eram e quão certeiras eram. Tínhamos acabado de fazer esse disco de rock 'n' roll e parecia certo, como se tivesse sido dado a nós, como se devêssemos usá-lo." Auerbach também gostou do título porque previu que isso iria enganar as pessoas: "99% das pessoas vão pensar que é sobre rock'n'roll. E é a coisa que menos gostamos. Não somos caras do rock'n'roll. Nós odiamos caras do rock'n'roll. Nós sempre odiamos. A ideia de pirotecnia no palco e lasers é sempre tão patética".
O grupo se recusou a juntar em pacotes, cópias do álbum com compras de mercadorias ou ingressos para shows, como se tornou comum na indústria da música para ajudar a aumentar os números de vendas de álbuns. Carney chamou essa prática de "truque" que "existe apenas como uma maneira de jogar com as paradas". Ele disse: "Nós pensamos que as pessoas vão comprá-lo ou não. As únicas métricas com as quais estou realmente preocupado são se as pessoas gostam do disco."
A banda filmou um vídeo de humor para o canal Funny or Die, lançado em julho, no qual eles se oferecem para ensinar um MasterClass sobre como escrever músicas.

## Recepção
| Críticas profissionais | Críticas profissionais |
| Pontuações agregadas   | Pontuações agregadas   |
| Fonte                  | Avaliação              |
| ---------------------- | ---------------------- |
| Metacritic             | 74/100                 |
| Avaliações da crítica  |                        |
| Fonte                  | Avaliação              |
| AllMusic               | [ 26 ]                 |
| Consequence of Sound   | B−                     |
| The Guardian           | [ 2 ]                  |
| The Independent        | [ 28 ]                 |
| Mojo                   | [ 29 ]                 |
| NME                    | [ 30 ]                 |
| Paste                  | 7.2/10                 |
| Pitchfork              | 7.0/10                 |
| Rolling Stone          | [ 3 ]                  |
| The Times              | [ 33 ]                 |

De acordo com o site agregador de críticas Metacritic, o álbum recebeu uma pontuação média de 74/100, com base em 22 críticas. David Fricke, da revista Rolling Stone, disse que a banda "traz um maior purismo...enfatizando a força de power-duo de seus primeiros discos em meio à forte tempestade de "Eagle Birds" e "Go". O efeito: é como Thickfreakness, de 2003, em maior fidelidade". Will Hodgkinson, do The Times, disse: "Não há nada inovador aqui e nenhuma grande revelação de caráter, mas Auerbach e Carney capturam a essência sólida das raízes do rock'n'roll de uma maneira que não poderia deixar de fazer você se sentir bem." Ele disse que os ouvintes que não estão preocupados com a falta de originalidade do álbum acharão um ótimo disco de verão porque "o Black Keys faz esse tipo de coisa com esse desejo". Eric R. Danton, do Paste, disse que, em vez de revisitar o som de seus primeiros dias, o disco era uma amostra de outros estilos e pontos fortes dos membros da banda. Ele concluiu sua crítica dizendo: "Se você está procurando experimentos com estrutura de músicas ou instrumentação eclética, esse provavelmente não é o álbum para você. Se você quiser algo que possa tocar em churrascos no quintal ou no carro com as janelas abertas, bem, o The Black Keys tem duas palavras para você e elas estão no título do álbum." Michael Hann, do The Guardian, disse: "As letras raramente são mais do que funcionais... mas a música é persuasiva: rock pesado e brilhante, com uma pegada pop irresistível". Patrick Smith, do The Independent, disse que nenhum dos álbuns mais conhecidos do grupo, Brothers e El Camino, "podem ser considerados tão assustadoramente cativante quanto o Let's Rock, um disco que mal consegue ficar parado". Smith disse que as influências musicais do álbum eram óbvias, mas disse que "se esse é um gênero de pastiche, é um gênero de pastiche feito com habilidade e conhecimento".
Victoria Segal, do Mojo, disse que "embora essas músicas tenham o pop do excelente El Camino, de 2011, um pouco daquela inspiração foi perdida". Ela disse que, apesar de as músicas serem bem construídas, o disco "ainda parece como se a fiação emocional fora danificada". Segal acrescentou: "Há uma letargia lírica que não ajuda, mas com mais agilidade, mesmo após cinco anos de ausência, há uma familiaridade excessiva". Evan Rytlewski, da Pitchfork, comentou que a ausência do brilho de Danger Mouse no estúdio "deixa mais espaço para riffs, e Let's Rock não os economiza". Ele disse que às vezes o grupo se esforçava demais em imitar suas influências musicais, julgando: "Ambicioso? Não. Eficaz? Com certeza". Rhian Daly, da NME disse que a "energia espontânea do álbum não pode mascarar seu som cru e falta de impacto" e que as músicas não deixaram um impacto duradouro à medida que progrediam. Ela disse que "embora haja alguns momentos redentores, o reencontro deles não soa remotamente próximo ao trabalho de dois músicos recuperando seus melhores anos". Ryan Bray, do Consequence of Sound, disse que o disco está repleto de "lambidas crocantes de guitarra com sabor de blues" e que a dupla "lança um disco que fetichiza com estilo a era de ouro do rock". Bray, no entanto, ficou desapontado que o grupo, na ausência de Danger Mouse, não retornasse à crueza de seus primeiros dias.
O portal Loudwire o elegeu como um dos 50 melhores discos de rock de 2019.

### Desempenho comercial
Let's Rock estreou no número quatro na Billboard 200 dos EUA, totalizando 52.000 unidades equivalentes a álbuns em sua primeira semana, 41.000 das quais eram vendas. O álbum estreou na UK Albums Chart do Reino Unido no número três, marcando o terceiro álbum consecutivo entre os dez melhores do grupo no Reino Unido. O álbum também estreou entre os dez primeiros na Austrália, Áustria, Bélgica, Canadá, França, Alemanha, Irlanda, Holanda, Nova Zelândia, Noruega e Suíça.

## Lista de faixas
Todas as músicas compostas e produzidas por Dan Auerbach e Patrick Carney.
| N.º            | Título                    | Duração |  |
| 1.             | "Shine a Little Light"    | 3:16    |  |
| 2.             | "Eagle Birds"             | 2:40    |  |
| 3.             | "Lo/Hi"                   | 2:57    |  |
| 4.             | "Walk Across the Water"   | 3:55    |  |
| 5.             | "Tell Me Lies"            | 3:40    |  |
| 6.             | "Every Little Thing"      | 3:20    |  |
| 7.             | "Get Yourself Together"   | 3:56    |  |
| 8.             | "Sit Around and Miss You" | 2:40    |  |
| 9.             | "Go"                      | 2:26    |  |
| 10.            | "Breaking Down"           | 3:25    |  |
| 11.            | "Under the Gun"           | 3:16    |  |
| 12.            | "Fire Walk with Me"       | 2:58    |  |
| Duração total: | Duração total:            | 38:30   |  |

## Pessoal
The Black Keys
- Dan Auerbach - vocais, guitarras, baixo, percussão, co-produtor
- Patrick Carney - bateria, guitarra, percussão, co-produtor

Artistas adicionais
- Leisa Hans - backing vocals
- Ashley Wilcoxson - backing vocals

Produção
- Tchad Blake - engenheiro de mixagem
- Richard Dodd - engenheiro de masterização
- M. Allen Parker - engenheiro
- Marc Whitmore - engenheiro

## Tabelas
| Chart (2019)                          | Peak position |
| ------------------------------------- | ------------- |
| Austrália (ARIA)                      | 4             |
| Áustria (Ö3 Austria Top 40)           | 5             |
| Bélgica (Ultratop Flandres)           | 6             |
| Bélgica (Ultratop Valônia)            | 4             |
| Canadá (Billboard)                    | 4             |
| República Tcheca (ČNS IFPI)           | 68            |
| Países Baixos (Dutch Charts)          | 3             |
| Finlândia (Suomen virallinen lista)   | 11            |
| França (SNEP)                         | 8             |
| Alemanha (Offizielle Deutsche Charts) | 7             |
| Hungria (MAHASZ)                      | 3             |
| Irlanda (IRMA)                        | 10            |
| Itália (FIMI)                         | 11            |
| Nova Zelândia (RMNZ)                  | 5             |
| Noruega (VG-lista)                    | 9             |
| Polónia (ZPAV)                        | 24            |
| Portugal (AFP)                        | 4             |
| Escócia (Official Scottish Albums)    | 4             |
| Espanha (PROMUSICAE)                  | 6             |
| Suécia (Sverigetopplistan)            | 32            |
| Suíça (Schweizer Hitparade)           | 3             |
| Reino Unido (Official Albums Chart)   | 3             |
| Estados Unidos (Billboard 200)        | 4             |